# Barisa
Barisa (arab. باريسا) – wieś w Syrii, w muhafazie Idlib. W 2004 roku liczyła 714 mieszkańców.